# Grand Prix Malezji 2010
Grand Prix Malezji 2010 – trzecia runda Mistrzostw Świata Formuły 1 w sezonie 2010.

## Lista zgłoszeń
Na niebieskim tle kierowcy biorący udział jedynie w piątkowych treningach
| Nr | Kierowca           | Zespół                       | Samochód          | Silnik               | Opony |
| -- | ------------------ | ---------------------------- | ----------------- | -------------------- | ----- |
| 1  | Jenson Button      | Vodafone McLaren Mercedes    | McLaren MP4-25    | Mercedes-Benz FO108X | B     |
| 2  | Lewis Hamilton     | Vodafone McLaren Mercedes    | McLaren MP4-25    | Mercedes-Benz FO108X | B     |
| 3  | Michael Schumacher | Mercedes GP Petronas F1 Team | Mercedes MGP W01  | Mercedes-Benz FO108X | B     |
| 4  | Nico Rosberg       | Mercedes GP Petronas F1 Team | Mercedes MGP W01  | Mercedes-Benz FO108X | B     |
| 5  | Sebastian Vettel   | Red Bull Racing              | Red Bull RB6      | Renault RS27-2010    | B     |
| 6  | Mark Webber        | Red Bull Racing              | Red Bull RB6      | Renault RS27-2010    | B     |
| 7  | Felipe Massa       | Scuderia Marlboro Ferrari    | Ferrari F10       | Ferrari 056          | B     |
| 8  | Fernando Alonso    | Scuderia Marlboro Ferrari    | Ferrari F10       | Ferrari 056          | B     |
| 9  | Rubens Barrichello | AT&T WilliamsF1 Team         | Williams FW32     | Cosworth CA2010      | B     |
| 10 | Nico Hülkenberg    | AT&T WilliamsF1 Team         | Williams FW32     | Cosworth CA2010      | B     |
| 11 | Robert Kubica      | Renault F1 Team              | Renault R30       | Renault RS27-2010    | B     |
| 12 | Witalij Pietrow    | Renault F1 Team              | Renault R30       | Renault RS27-2010    | B     |
| 14 | Adrian Sutil       | Force India Formula One Team | Force India VJM03 | Mercedes-Benz FO108X | B     |
| 15 | Vitantonio Liuzzi  | Force India Formula One Team | Force India VJM03 | Mercedes-Benz FO108X | B     |
| 15 | Paul di Resta      | Force India Formula One Team | Force India VJM03 | Mercedes-Benz FO108X | B     |
| 16 | Sébastien Buemi    | Scuderia Toro Rosso          | Toro Rosso STR5   | Ferrari 056          | B     |
| 17 | Jaime Alguersuari  | Scuderia Toro Rosso          | Toro Rosso STR5   | Ferrari 056          | B     |
| 18 | Jarno Trulli       | Lotus F1 Racing              | Lotus T127        | Cosworth CA2010      | B     |
| 19 | Heikki Kovalainen  | Lotus F1 Racing              | Lotus T127        | Cosworth CA2010      | B     |
| 19 | Fairuz Fauzy       | Lotus F1 Racing              | Lotus T127        | Cosworth CA2010      | B     |
| 20 | Karun Chandhok     | HRT F1 Team                  | Hispania F110     | Cosworth CA2010      | B     |
| 21 | Bruno Senna        | HRT F1 Team                  | Hispania F110     | Cosworth CA2010      | B     |
| 22 | Pedro de la Rosa   | BMW Sauber F1 Team           | BMW Sauber C29    | Ferrari 056          | B     |
| 23 | Kamui Kobayashi    | BMW Sauber F1 Team           | BMW Sauber C29    | Ferrari 056          | B     |
| 24 | Timo Glock         | Virgin Racing                | Virgin VR-01      | Cosworth CA2010      | B     |
| 25 | Lucas Di Grassi    | Virgin Racing                | Virgin VR-01      | Cosworth CA2010      | B     |
| Nr | Kierowca           | Zespół                       | Samochód          | Silnik               | Opony |

## Wyniki

### Sesje treningowe
| Sesja | Nr | Kierowca       | Konstruktor      | Czas     | Okr. |
| ----- | -- | -------------- | ---------------- | -------- | ---- |
| 1     | 2  | Lewis Hamilton | McLaren-Mercedes | 1:34,921 | 19   |
| 2     | 2  | Lewis Hamilton | McLaren-Mercedes | 1:34,175 | 27   |
| 3     | 6  | Mark Webber    | Red Bull-Renault | 1:33,542 | 17   |

### Kwalifikacje

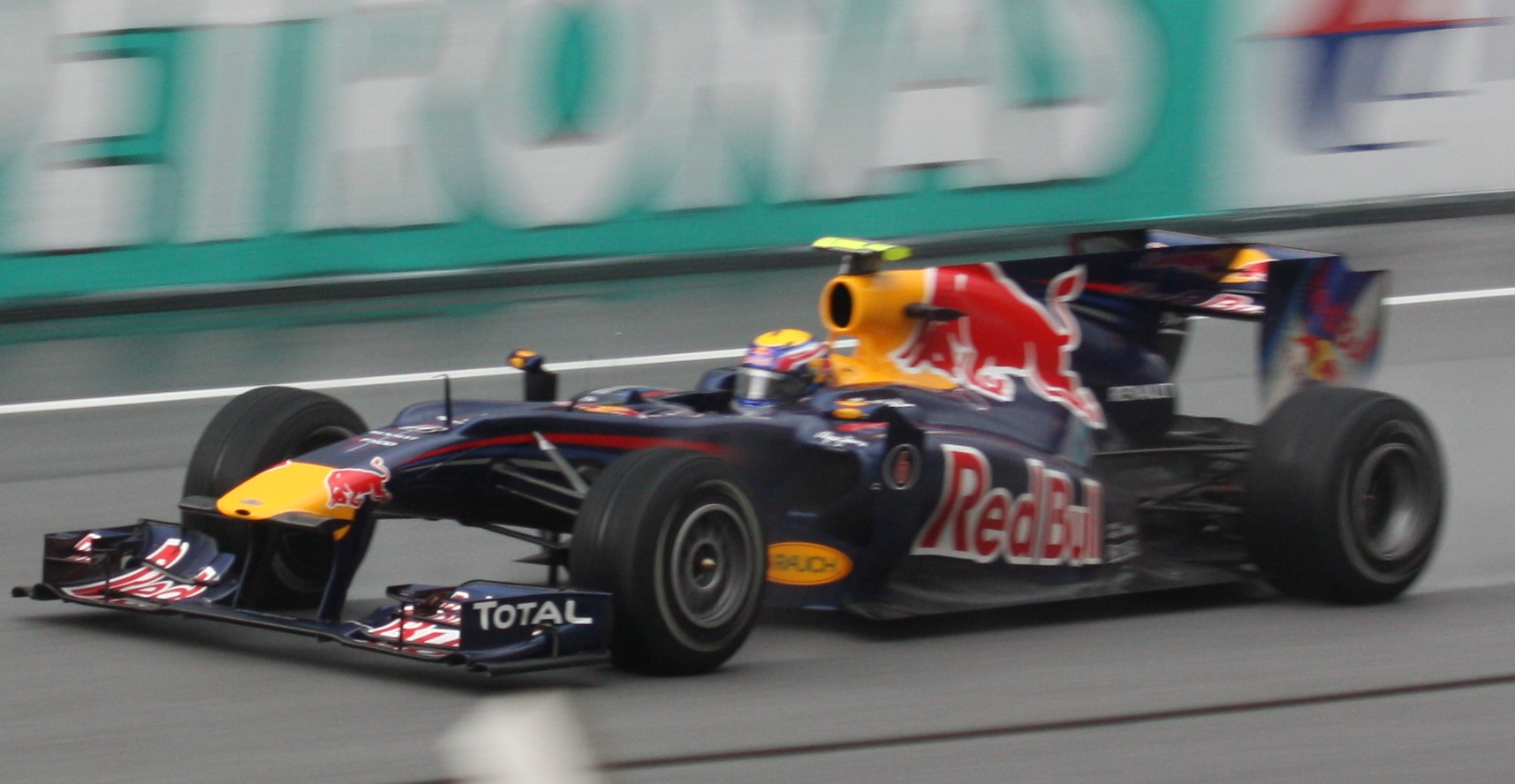
Mark Webber podczas kwalifikacji

Źródło: Wyprzedź Mnie!
| Poz. | Nr | Kierowca           | Konstruktor          | Q1       | Q2       | Q3       | Poz. s. |
| --- | --- | ------------------ | -------------------- | -------- | -------- | -------- | ------- |
| 1 | 6 | Mark Webber        | Red Bull-Renault     | 1:51,886 | 1:48,210 | 1:49,327 | 1       |
| 2 | 4 | Nico Rosberg       | Mercedes             | 1:52,560 | 1:47,417 | 1:50,673 | 2       |
| 3 | 5 | Sebastian Vettel   | Red Bull-Renault     | 1:47,632 | 1:46,828 | 1:50,789 | 3       |
| 4 | 14 | Adrian Sutil       | Force India-Mercedes | 1:49,479 | 1:47,085 | 1:50,914 | 4       |
| 5 | 10 | Nico Hülkenberg    | Williams-Cosworth    | 1:49,664 | 1:47,346 | 1:51,001 | 5       |
| 6 | 11 | Robert Kubica      | Renault              | 1:46,283 | 1:46,951 | 1:51,051 | 6       |
| 7 | 9 | Rubens Barrichello | Williams-Cosworth    | 1:50,301 | 1:48,371 | 1:51,511 | 7       |
| 8 | 3 | Michael Schumacher | Mercedes             | 1:52,239 | 1:48,400 | 1:51,717 | 8       |
| 9 | 23 | Kamui Kobayashi    | BMW Sauber-Ferrari   | 1:48,467 | 1:47,792 | 1:51,767 | 9       |
| 10 | 15 | Vitantonio Liuzzi  | Force India-Mercedes | 1:49,922 | 1:48,238 | 1:52,254 | 10      |
| 11 | 12 | Witalij Pietrow    | Renault              | 1:47,952 | 1:48,760 | –        | 11      |
| 12 | 22 | Pedro de la Rosa   | BMW Sauber-Ferrari   | 1:47,153 | 1:48,771 | –        | NW      |
| 13 | 16 | Sébastien Buemi    | Toro Rosso-Ferrari   | 1:48,945 | 1:49,207 | –        | 13      |
| 14 | 17 | Jaime Alguersuari  | Toro Rosso-Ferrari   | 1:48,655 | 1:49,464 | –        | 14      |
| 15 | 19 | Heikki Kovalainen  | Lotus-Cosworth       | 1:52,875 | 1:52,270 | –        | 15      |
| 16 | 24 | Timo Glock         | Virgin-Cosworth      | 1:52,398 | 1:52,520 | –        | 16      |
| 17 | 1 | Jenson Button      | McLaren-Mercedes     | 1:52,211 | -        | –        | 17      |
| 18 | 18 | Jarno Trulli       | Lotus-Cosworth       | 1:52,884 | –        | –        | 18      |
| 19 | 8 | Fernando Alonso    | Ferrari              | 1:53,044 | –        | –        | 19      |
| 20 | 2 | Lewis Hamilton     | McLaren-Mercedes     | 1:53,050 | –        | –        | 20      |
| 21 | 7 | Felipe Massa       | Ferrari              | 1:53,283 | –        | –        | 21      |
| 22 | 20 | Karun Chandhok     | HRT-Cosworth         | 1:56,299 | –        | –        | 22      |
| 23 | 21 | Bruno Senna        | HRT-Cosworth         | 1:57,269 | –        | –        | 23      |
| 24 | 25 | Lucas Di Grassi    | Virgin-Cosworth      | 1:59,977 | –        | –        | 24      |
| Poz. | Nr | Kierowca           | Konstruktor          | Q1       | Q2       | Q3       | Poz. s. |
| \| Legenda \| Legenda \| \| ------------------------ \| ---------------------------------------------------------------------------------------------------------------------------------------------------------------------------------------------------------------------------------------------------------------- \| \| Poz. Nr Q1 Q2 Q3 Poz. s. \| Pozycja zajęta w sesji kwalifikacyjnej Numer startowy kierowcy Wynik uzyskany w pierwszej części kwalifikacji Wynik uzyskany w drugiej części kwalifikacji Wynik uzyskany w trzeciej części kwalifikacji Pozycja startowa po uwzględnięniu kar, przesunięć, itp. \| | |                    |                      |          |          |          |         |
| Legenda | |                    |                      |          |          |          |         |
| Poz. Nr Q1 Q2 Q3 Poz. s. | Pozycja zajęta w sesji kwalifikacyjnej Numer startowy kierowcy Wynik uzyskany w pierwszej części kwalifikacji Wynik uzyskany w drugiej części kwalifikacji Wynik uzyskany w trzeciej części kwalifikacji Pozycja startowa po uwzględnięniu kar, przesunięć, itp. |                    |                      |          |          |          |         |

### Wyścig

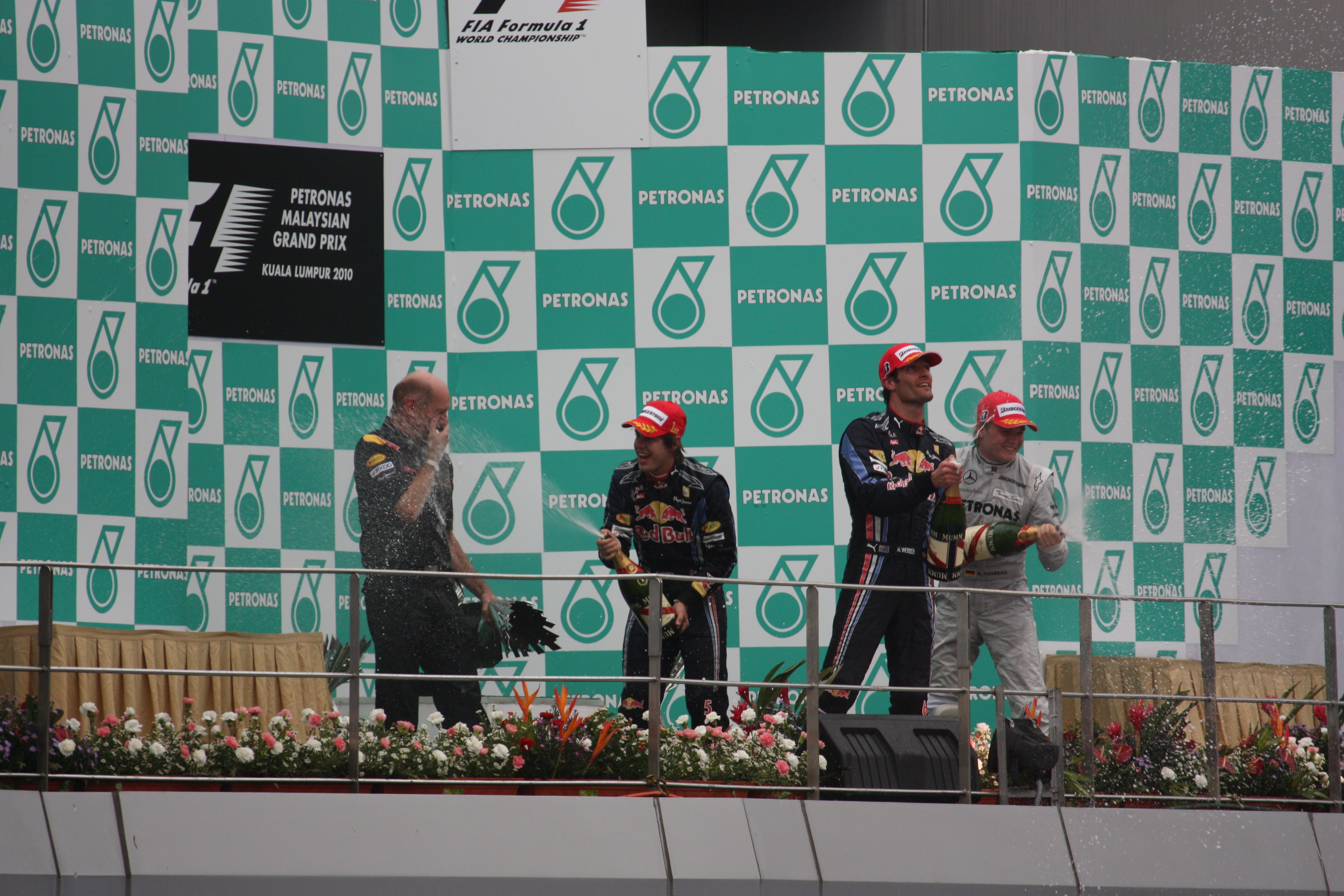
Adrian Newey, Sebastian Vettel, Mark Webber i Nico Rosberg na podium po wyścigu

Źródło: Wyprzedź Mnie!
| P                                                     | + / – | Nr | Kierowca           | Konstruktor          | Okr. | Czas / Strata    | Komentarz         |
| ----------------------------------------------------- | ----- | -- | ------------------ | -------------------- | ---- | ---------------- | ----------------- |
| 1                                                     | 2     | 5  | Sebastian Vettel   | Red Bull-Renault     | 56   | 1h33m48,412      |                   |
| 2                                                     | 1     | 6  | Mark Webber        | Red Bull-Renault     | 56   | +0:04,849        |                   |
| 3                                                     | 1     | 4  | Nico Rosberg       | Mercedes             | 56   | +0:13,504        |                   |
| 4                                                     | 2     | 11 | Robert Kubica      | Renault              | 56   | +0:18,589        |                   |
| 5                                                     | 1     | 14 | Adrian Sutil       | Force India-Mercedes | 56   | +0:21,059        |                   |
| 6                                                     | 14    | 2  | Lewis Hamilton     | McLaren-Mercedes     | 56   | +0:23,471        |                   |
| 7                                                     | 14    | 7  | Felipe Massa       | Ferrari              | 56   | +0:27,068        |                   |
| 8                                                     | 9     | 1  | Jenson Button      | McLaren-Mercedes     | 56   | +0:37,918        |                   |
| 9                                                     | 5     | 17 | Jaime Alguersuari  | Toro Rosso-Ferrari   | 56   | +1:10,602        |                   |
| 10                                                    | 5     | 10 | Nico Hülkenberg    | Williams-Cosworth    | 56   | +1:13,399        |                   |
| 11                                                    | 2     | 16 | Sébastien Buemi    | Toro Rosso-Ferrari   | 56   | +1:18,938        |                   |
| 12                                                    | 5     | 9  | Rubens Barrichello | Williams-Cosworth    | 55   | +1 okr.          |                   |
| 13                                                    | 6     | 8  | Fernando Alonso    | Ferrari              | 54   | +2 okr.          | silnik            |
| 14                                                    | 10    | 25 | Lucas Di Grassi    | Virgin-Cosworth      | 53   | +3 okr.          |                   |
| 15                                                    | 7     | 20 | Karun Chandhok     | HRT-Cosworth         | 53   | +3 okr. (17,748) |                   |
| 16                                                    | 7     | 21 | Bruno Senna        | HRT-Cosworth         | 52   | +4 okr.          |                   |
| 17                                                    | 1     | 18 | Jarno Trulli       | Lotus-Cosworth       | 51   | +5 okr.          |                   |
| Niesklasyfikowani                                     |       |    |                    |                      |      |                  |                   |
|                                                       |       | 19 | Heikki Kovalainen  | Lotus-Cosworth       | 46   | +10 okr.         |                   |
|                                                       |       | 12 | Witalij Pietrow    | Renault              | 32   |                  | skrzynia biegów   |
|                                                       |       | 15 | Vitantonio Liuzzi  | Force India-Mercedes | 12   |                  | przepustnica      |
|                                                       |       | 3  | Michael Schumacher | Mercedes             | 9    |                  | mocowanie koła    |
|                                                       |       | 23 | Kamui Kobayashi    | BMW Sauber-Ferrari   | 8    |                  | silnik            |
|                                                       |       | 24 | Timo Glock         | Virgin-Cosworth      | 2    |                  | kolizja z Trullim |
| Nie wystartowali / niedopuszczeni do ponownego startu |       |    |                    |                      |      |                  |                   |
|                                                       |       | 22 | Pedro de la Rosa   | BMW Sauber-Ferrari   | –    |                  | silnik            |
| P                                                     | + / – | Nr | Kierowca           | Konstruktor          | Okr. | Czas / Strata    | Komentarz         |

### Najszybsze okrążenie
| Nr | Kierowca    | Konstruktor      | Czas     | Okr. |
| -- | ----------- | ---------------- | -------- | ---- |
| 6  | Mark Webber | Red Bull-Renault | 1:37,054 | 53   |

## Prowadzenie w wyścigu
| Nr                              | Kierowca         | Okrążenia   | Suma |
| ------------------------------- | ---------------- | ----------- | ---- |
| 5                               | Sebastian Vettel | 1-22, 25-56 | 54   |
| 6                               | Mark Webber      | 23-24       | 2    |
| \| Wykres \| \| ------ \| \| \| |                  |             |      |
| Wykres                          |                  |             |      |
|                                 |                  |             |      |

## Klasyfikacja po wyścigu

### Kierowcy
| P                 | +/− | Kierowca           | Starty | Punkty | P1 | P2 | P3 | PP | NO | NS |
| ----------------- | --- | ------------------ | ------ | ------ | -- | -- | -- | -- | -- | -- |
| 1                 | +1  | Felipe Massa       | 3      | 39     | –  | 1  | 1  | –  | –  | –  |
| 2                 | +5  | Sebastian Vettel   | 3      | 37     | 1  | –  | –  | 2  | –  | 1  |
| 3                 | −2  | Fernando Alonso    | 3      | 37     | 1  | –  | –  | –  | 1  | –  |
| 4                 | −1  | Jenson Button      | 3      | 35     | 1  | –  | –  | –  | –  | –  |
| 5                 | 0   | Nico Rosberg       | 3      | 35     | –  | –  | 1  | –  | –  | –  |
| 6                 | −2  | Lewis Hamilton     | 3      | 31     | –  | –  | 1  | –  | –  | –  |
| 7                 | −1  | Robert Kubica      | 3      | 30     | –  | 1  | –  | –  | –  | –  |
| 8                 | +2  | Mark Webber        | 3      | 24     | –  | 1  | –  | 1  | 2  | –  |
| 9                 | +4  | Adrian Sutil       | 3      | 10     | –  | –  | –  | –  | –  | –  |
| 10                | −2  | Michael Schumacher | 3      | 9      | –  | –  | –  | –  | –  | 1  |
| 11                | −2  | Vitantonio Liuzzi  | 3      | 8      | –  | –  | –  | –  | –  | 1  |
| 12                | −1  | Rubens Barrichello | 3      | 5      | –  | –  | –  | –  | –  | –  |
| 13                | −1  | Jaime Alguersuari  | 3      | 2      | –  | –  | –  | –  | –  | –  |
| 14                | +2  | Nico Hülkenberg    | 3      | 1      | –  | –  | –  | –  | –  | 1  |
| 15                | +3  | Sébastien Buemi    | 3      | 0      | –  | –  | –  | –  | –  | 1  |
| 16                | −2  | Pedro de la Rosa   | 2      | 0      | –  | –  | –  | –  | –  | 1  |
| 17                | −2  | Heikki Kovalainen  | 3      | 0      | –  | –  | –  | –  | –  | 1  |
| 18                | −1  | Karun Chandhok     | 3      | 0      | –  | –  | –  | –  | –  | 1  |
| 19                | N   | Lucas Di Grassi    | 3      | 0      | –  | –  | –  | –  | –  | 2  |
| 20                | N   | Bruno Senna        | 3      | 0      | –  | –  | –  | –  | –  | 2  |
| 21                | −2  | Jarno Trulli       | 2      | 0      | –  | –  | –  | –  | –  | –  |
| Niesklasyfikowani |     |                    |        |        |    |    |    |    |    |    |
| –                 |     | Timo Glock         | 3      | –      | –  | –  | –  | –  | –  | 3  |
| –                 |     | Witalij Pietrow    | 3      | –      | –  | –  | –  | –  | –  | 3  |
| –                 |     | Kamui Kobayashi    | 3      | –      | –  | –  | –  | –  | –  | 3  |
| P                 | +/− | Kierowca           | Starty | Punkty | P1 | P2 | P3 | PP | NO | NS |

### Konstruktorzy
| P  | +/− | Konstruktor          | Starty | Punkty | P1 | P2 | P3 | PP | NO | NS |
| -- | --- | -------------------- | ------ | ------ | -- | -- | -- | -- | -- | -- |
| 1  | 0   | Ferrari              | 6      | 76     | 1  | 1  | 1  | –  | 1  | –  |
| 2  | 0   | McLaren-Mercedes     | 6      | 66     | 1  | –  | 1  | –  | –  | –  |
| 3  | +2  | Red Bull-Renault     | 6      | 61     | 1  | 1  | –  | 3  | 2  | 1  |
| 4  | −1  | Mercedes             | 6      | 44     | –  | –  | 1  | –  | –  | 1  |
| 5  | −1  | Renault              | 6      | 30     | –  | 1  | –  | –  | –  | 3  |
| 6  | 0   | Force India-Mercedes | 6      | 18     | –  | –  | –  | –  | –  | 1  |
| 7  | 0   | Williams-Cosworth    | 6      | 6      | –  | –  | –  | –  | –  | 1  |
| 8  | 0   | Toro Rosso-Ferrari   | 6      | 2      | –  | –  | –  | –  | –  | 1  |
| 9  | 0   | BMW Sauber-Ferrari   | 5      | 0      | –  | –  | –  | –  | –  | 4  |
| 10 | 0   | Lotus-Cosworth       | 5      | 0      | –  | –  | –  | –  | –  | 1  |
| 11 | 0   | HRT-Cosworth         | 6      | 0      | –  | –  | –  | –  | –  | 3  |
| 12 | N   | Virgin-Cosworth      | 6      | 0      | –  | –  | –  | –  | –  | 5  |
| P  | +/− | Konstruktor          | Starty | Punkty | P1 | P2 | P3 | PP | NO | NS |